# Utilidade da transação
Utilidade da transação é um conceito criado por Richard Thaler que descreve a percepção de qualidade de um negócio. Quando o negociante-consumidor acredita que o verdadeiro valor de um item é superior ao seu preço de venda, a utilidade da transação é positiva. Quando o valor percebido é inferior ao preço, a utilidade de transação é negativa. Segundo Thaler, as decisões de compra dependem da utilidade da transação e da utilidade de aquisição.